# The Flight of the King
Pour plus de détails, voir Fiche technique et Distribution.
The Flight of the King est un film britannique réalisé par George Ridgwell, sorti en 1922.

## Synopsis
1651, après sa défaite contre Oliver Cromwell à Worcester, Charles II d'Angleterre doit quitter son pays.

## Fiche technique
- Titre original : The Flight of the King
- Réalisation : George Ridgwell
- Société de production : British and Colonial Kinematograph Company (en)
- Pays de production :  Royaume-Uni
- Langue originale : anglais
- Format : noir et blanc — 35 mm — 1,37:1 — Film muet
- Genre : Historique
- Durée : 650 m
- Dates de sortie :
  - Royaume-Uni : 1922

## Distribution
- Dennis Neilson-Terry : Charles II
- Cynthia Murtagh
- Gordon Hopkirk
- Kate Gurney